# Raczki Elbląskie
Raczki Elbląskie (Duits: Unterkerbswalde) is een dorp in de Poolse woiwodschap Ermland-Mazurië. De plaats maakt deel uit van de gemeente Elbląg en telt 170 inwoners.